# 딕 리차즈
리차드 '딕' 윌리엄 리차즈(Richard 'Dick' William Richards, 1890년 2월 14일 ~ 1934년 1월 27일)는 웨일스의 축구 선수다. 리차즈는 프로 축구 선수가 돼서는 울버햄프턴 원더러스, 웨스트 햄 유나이티드, 풀럼 등에서 활약했다. 웨스트 햄 소속으로 1923년 잉글랜드 FA컵 결승전에도 출전했다. 웨일스 국가대표로 9경기에 나서 1골을 기록했다.